# Wood Creek n.º 281
Wood Creek n.º 281 es un municipio rural canadiense situado en la provincia de Saskatchewan.

## Superficie
Wood Creek n.º 281 tiene una superficie de 829,78 km².

## Demografía
En 2021, tenía 205 habitantes, una densidad poblacional de 0,2 hab./km², y 110 viviendas.